# Laurent Ruquier
Laurent Ruquier, né le 24 février 1963 au Havre (Seine-Maritime), est un animateur de radio et de télévision, chroniqueur, producteur de télévision, de théâtre, et humoriste français. Il est parolier, écrivain et dramaturge.
Il présente sur France 2 les émissions de télévisions On a tout essayé de 2000 à 2007, On n'demande qu'à en rire de 2010 à 2012, On n'est pas couché de 2006 à 2020, On est en direct de 2020 à 2022 et Les Enfants de la télé de 2017 à 2023.
À la radio, il anime Rien à cirer sur France Inter de 1991 à 1996 et On va s'gêner sur Europe 1 de 1999 à 2014. Depuis 2014, il présente quotidiennement Les Grosses Têtes sur RTL.

## Biographie

### Enfance, jeunesse et scolarité

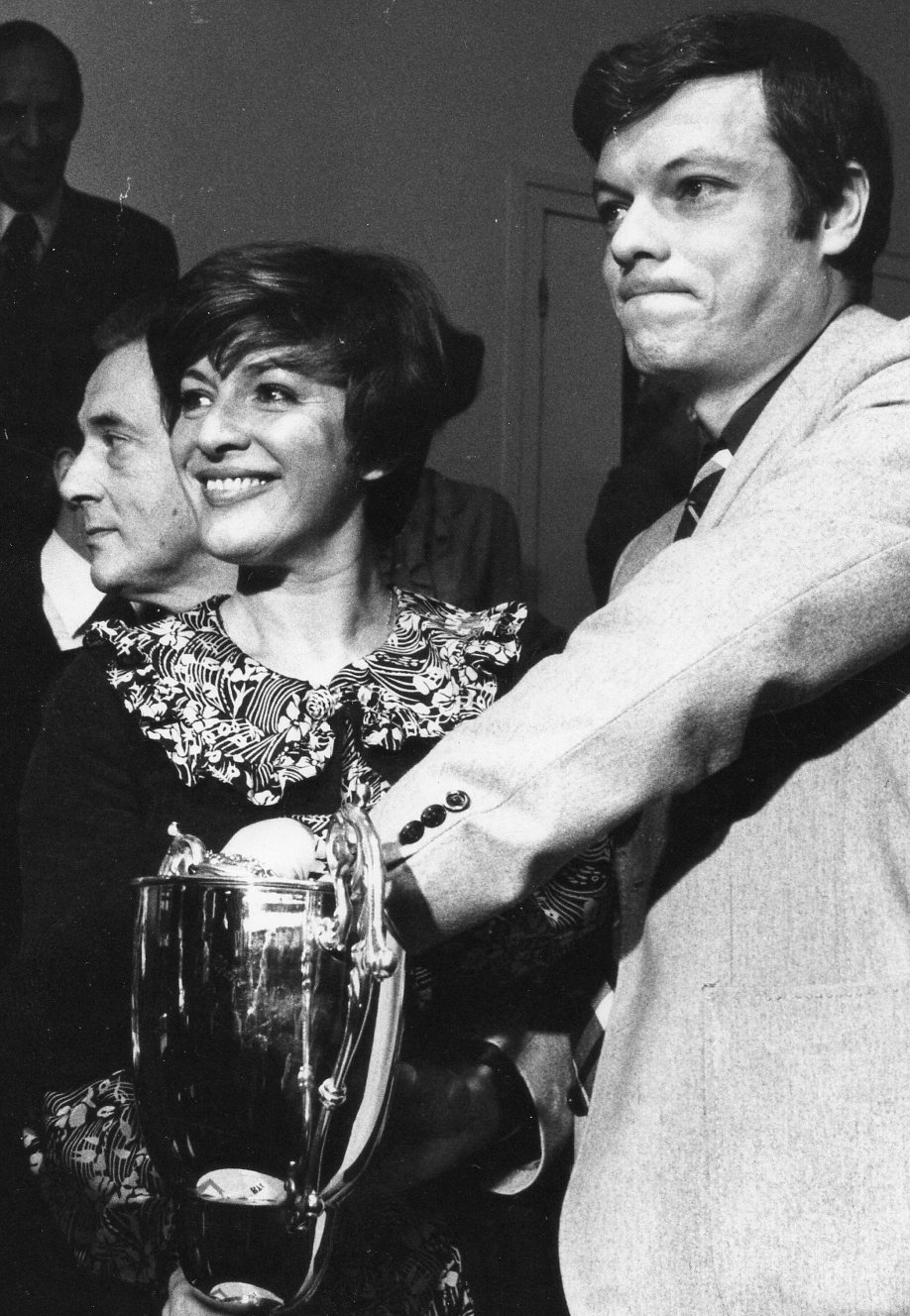
Anne-Marie Peysson et Fabrice, deux personnalités que Laurent Ruquier écoute et regarde durant sa jeunesse.

Né le 24 février 1963 au Havre, Laurent Ruquier est issu d'une famille modeste, il est le cadet d'une fratrie de cinq enfants (trois frères et une sœur). Son père, Roger Ruquier (1931-2006), est chaudronnier aux chantiers du Havre, sa mère, Raymonde Ruquier (1924-2015), est femme au foyer. Lui ayant donné naissance à 39 ans, elle déclare durant son enfance : « Ah celui-là ! S’il y avait eu la pilule, il ne serait pas là… » ; ce qui n'a pas bouleversé Laurent Ruquier, qui n'y prêtait pas attention, tout en ajoutant que dans « mon inconscient, cela m'a forcément marqué ». À la suite de sa réussite professionnelle, ses parents se déclarent fiers du parcours de leur fils : « Laurent n'a bénéficié d'aucun piston. On n'avait personne dans le showbiz autour de nous. Il ne doit sa réussite qu'à lui-même et à son travail ».
Il habite au dernier étage dans une HLM, située au numéro 12 de la rue Paul-Louis-Courier au Havre, avant de déménager dans une petite maison louée sur les hauteurs de la ville. Il découvre lors de vacances à Gérardmer où était enregistrée l'émission radiophonique La Case Trésor présentée par Fabrice que ce dernier n'était pas sur place, mais se trouvait en studio à Paris. Le jeune Laurent Ruquier comprend « qu'animer [une émission], c'était aussi parfois tricher » et il se promet de voir un jour en vrai l'animateur. Les seules sorties de l'enfant sont le cinéma le 31 décembre ; il voit des Disney comme Les Aristochats et La Belle et le Clochard, ainsi que des films comiques, tels que La Cuisine au beurre (avec Fernandel et Bourvil) et Les Aventures de Rabbi Jacob (avec Louis de Funès).
Durant son enfance, Laurent Ruquier lit des magazines, écoute la radio et regarde la télévision ; il lit d'abord Pif Gadget et Le Journal de Mickey. Il déclare avoir « longtemps été plus incollable sur Thierry la Fronde, Guy Lux ou sur La Maison de Toutou que sur Julien Sorel, Balzac ou la villa Médicis ». Ensuite, il lit les journaux de son père, notamment les pages culturelles du Havre Presse, du Paris-Normandie et de Liberté-Dimanche. Les programmes audiovisuels lui donnent l'envie d'assister à des récitals de chanteurs, comme Barbara, d'humoristes comme Raymond Devos ou à des spectacles de cirque, mais faute d'argent, sa famille ne peut l'y emmener.
À l'école primaire, il est entouré de filles. Il est très timide. Bon élève, il saute une classe . Dans son quartier il joue à organiser avec les enfants des jeux télévisés comme Intervilles et Jeux sans frontières, se prenant pour Guy Lux ou Léon Zitrone. À cette époque, il admire Jean Yanne et Francis Blanche dans l'émission Les Grands Enfants de Maritie et Gilbert Carpentier, Jean Amadou dans Sérieux s'abstenir. Il regarde l'émission de captation de pièces de théâtre Au théâtre ce soir de Pierre Sabbagh ; il aime les pièces et les acteurs : Jacqueline Maillan, les pièces Adieu Berthe avec Francis Blanche, Le noir te va si bien avec Maria Pacôme, des pièces de Georges Feydeau et de Sacha Guitry, ainsi que Vu du pont d'Arthur Miller avec Charles Berling. À la radio, il écoute Philippe Bouvard ; il est fasciné par son insolence, qu'il compare à celles de Thierry Ardisson dans les années 1980-1990 et de Marc-Olivier Fogiel dans les années 2000.

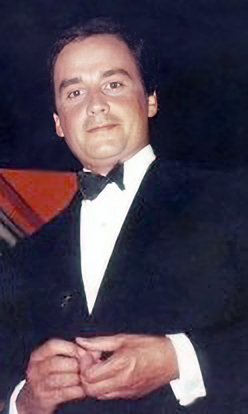
Thierry Le Luron que Laurent Ruquier imitait fréquemment.

Durant son adolescence, Laurent Ruquier se construit un « monde radiophonique et télévisuel » en étant son propre directeur d'antenne, où il fait les grilles de programmes, choisissant ses invités, ses animateurs et ses réalisateurs, imaginant des dialogues entre eux,. Au lycée, il divertit ses camarades en publiant des satires dans le journal de l'école et en racontant sur l'estrade les blagues de Pierre Doris. Il imite les personnalités de l'époque. Il utilise le rire pour se faire apprécier par les autres. En classe, il côtoie le futur footballeur professionnel Mario Acard.
Il obtient le brevet mais redouble, jugé immature. Il fait partie du club de théâtre animé par son professeur de français. Il est orienté vers un baccalauréat technologique bien qu'il aurait préféré faire des études littéraires ou une école de journalisme.

### Études supérieures et premiers emplois

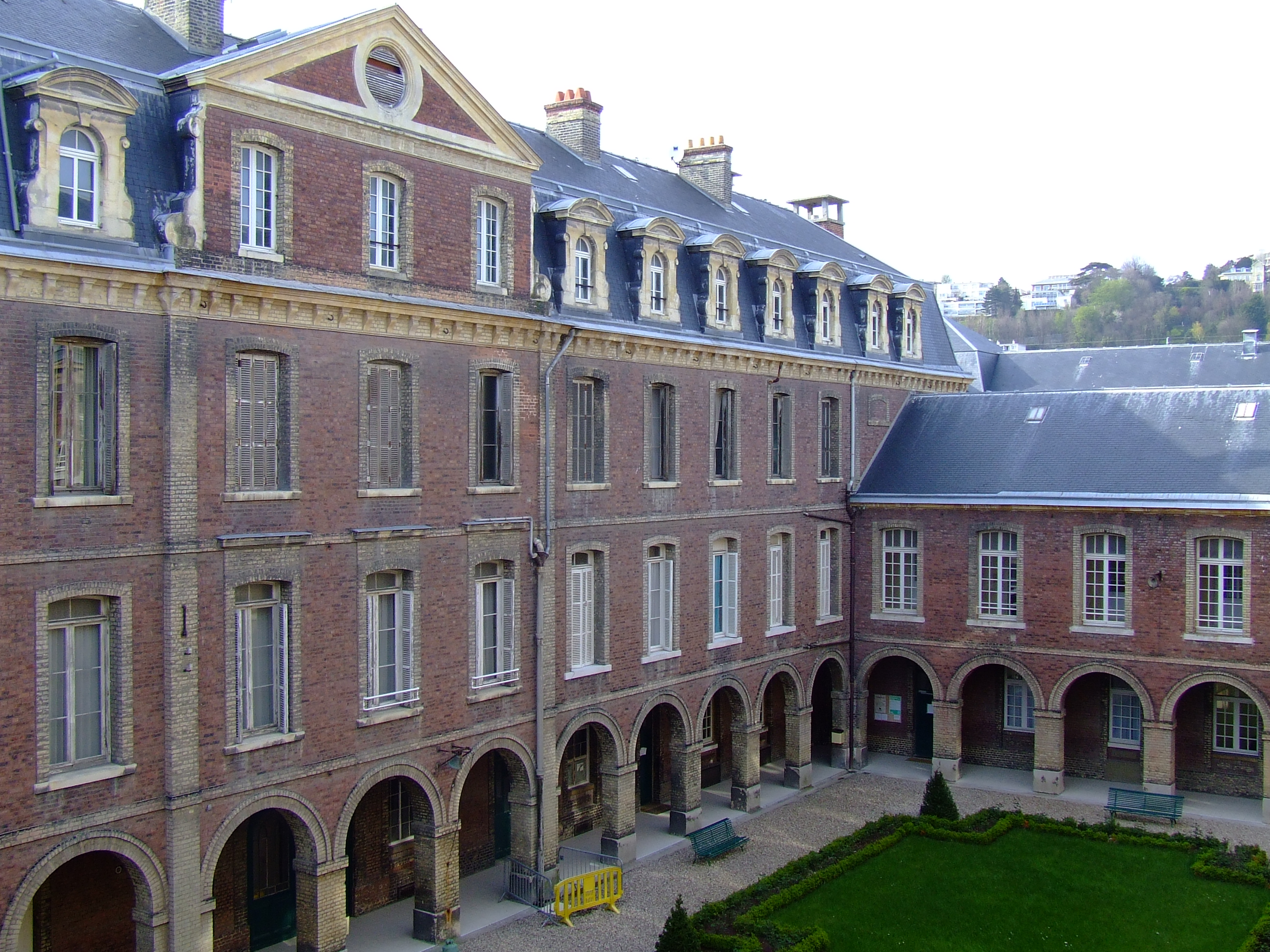
Lycée François-Ier du Havre où il est surveillant durant deux années.

Après son baccalauréat, ses études sont orientées vers le droit, l'administration et la comptabilité. Il finance ses études par des petits emplois.
Après ses études, il est surveillant au lycée François-Ier du Havre pendant deux ans, et il est animateur dans des radios libres. Laurent Ruquier gagne un concours sur RTL  : le 14 août 1980, de 23 h 30 à minuit, il passe à l'antenne de RTL et touche, pour son émission unique intitulée On n'est pas des andouilles, son premier cachet de 150 francs (23 €). Sur Radio Force 7, il présente notamment Les Bonnes Têtes et Les Petites Têtes, reprenant le concept de l'émission Les Grosses Têtes de RTL, avec des humoristes locaux et d'autres animateurs de la station.
En 1986, il effectue 21 mois de service national comme objecteur de conscience à la direction régionale des Affaires culturelles (DRAC). À cette époque, il fait une tentative de suicide par absorption de médicaments à la suite d'une déception amoureuse,.

## Carrière médiatique

### Débuts à la radio et à la télévision (1983-1990)
En 1987, il est engagé par l'animateur de radio et journaliste Jacques Mailhot, et fait sa première apparition à la télévision dans l'émission Paris Kiosque le 25 avril 1987 pendant trois mois sur FR3 Île-de-France Centre. Il se produit à Paris sur la scène du Caveau de la République en remplacement de François Corbier.
En 1988, et pendant deux ans, il est prête-plume de Jean Amadou et Maryse, leur rédigeant des chroniques impertinentes pour l'émission matinale quotidienne sur Europe 1. La deuxième année, il tient une chronique de deux minutes. Sur le conseil du directeur des programmes Patrice Blanc-Francard, il consulte un orthophoniste pour améliorer sa voix. Il change également son image.
Le 27 janvier 1989, il fait sa première apparition à la télévision nationale dans l'émission humoristique La Classe sur FR3, où il présente le sketch Politique au rabais. En 1990 il est chansonnier pendant un an dans l’émission satirique Ainsi font, font, font de Jacques Martin sur Antenne 2. Durant l'été, il anime une émission sur France Inter dirigée par Pierre Bouteiller, puis participe au Vrai-Faux journal de Claude Villers.

### Animateur radiophonique

#### France Inter (1991-1999)
En 1991, Laurent Ruquier anime l'émission radiophonique Ferme la fenêtre pour les moustiques, émission se poursuit jusqu'en 1996 sous le nom de Rien à cirer. De jeunes humoristes y font leur apparition : Pascal Brunner, Anne Roumanoff, Chraz, Les Casse-pieds, Sophie Forte, Virginie Lemoine, Jean-Jacques Vanier, Patrick Font, Didier Porte, Laurence Boccolini, Christophe Alévêque, Frédéric Lebon, Patrick Adler et Laurent Gerra. En 1996, il anime Changement de direction. De 1997 à 1999, il anime Dans tous les sens. En 1998, il est victime d'une agression dans la rue, se fait voler ses cartes de paiement, mais reprend le travail le lendemain.

#### Europe 1 (1999-2014)

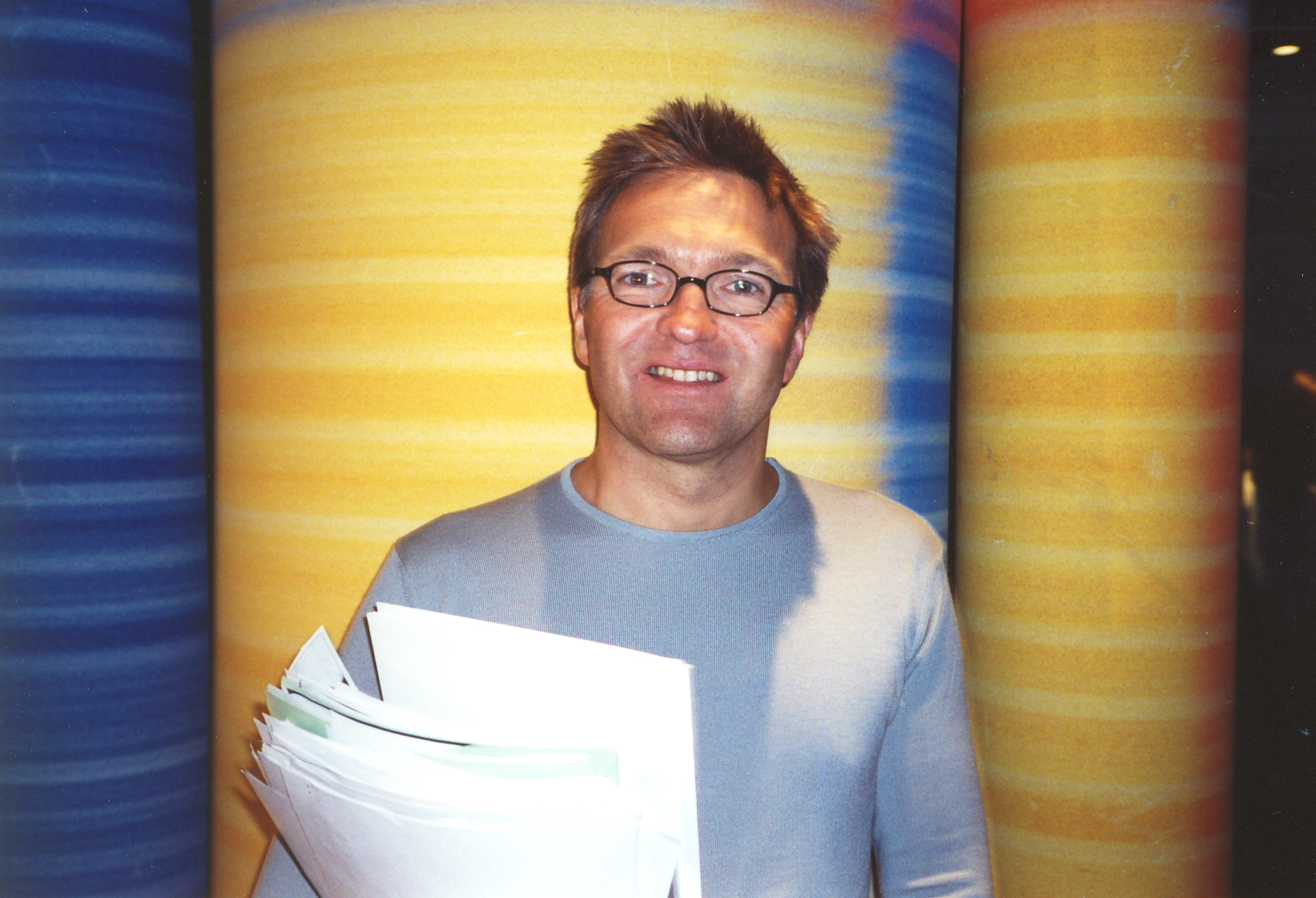
L'animateur en septembre 2000, à Europe 1.

En 1999, Laurent Ruquier passe sur Europe 1 pour deux interventions quotidiennes : une chronique le matin avec Julie Leclerc et On va s'gêner. L'émission change plusieurs fois d'horaire : d'abord de 16 h 30 à 18 h ; à 16 h à partir de 2006 ; de 16 h à 18 h en 2007 ; de 16 h à 18 h 30 à partir de 2009 ; de 15 h 30 à 18 h à partir de septembre 2010, du fait de son émission quotidienne sur France 2. L'émission est enregistrée du lundi au vendredi de 9 h 30 à 12 h et diffusée tous les après-midis, et quelques émissions en direct. Le président de la station, Jean-Pierre Elkabbach, est heureux de leur collaboration.
Le 1er avril 2010, il présente exceptionnellement de 6 h 30 à 9 h 30 Europe Matin, à la place de Marc-Olivier Fogiel, dans le cadre de la « folle journée » au cours de laquelle les animateurs et animatrices d'Europe 1 échangent leurs émissions. Michel Drucker présente On va s'gêner ce jour-là.

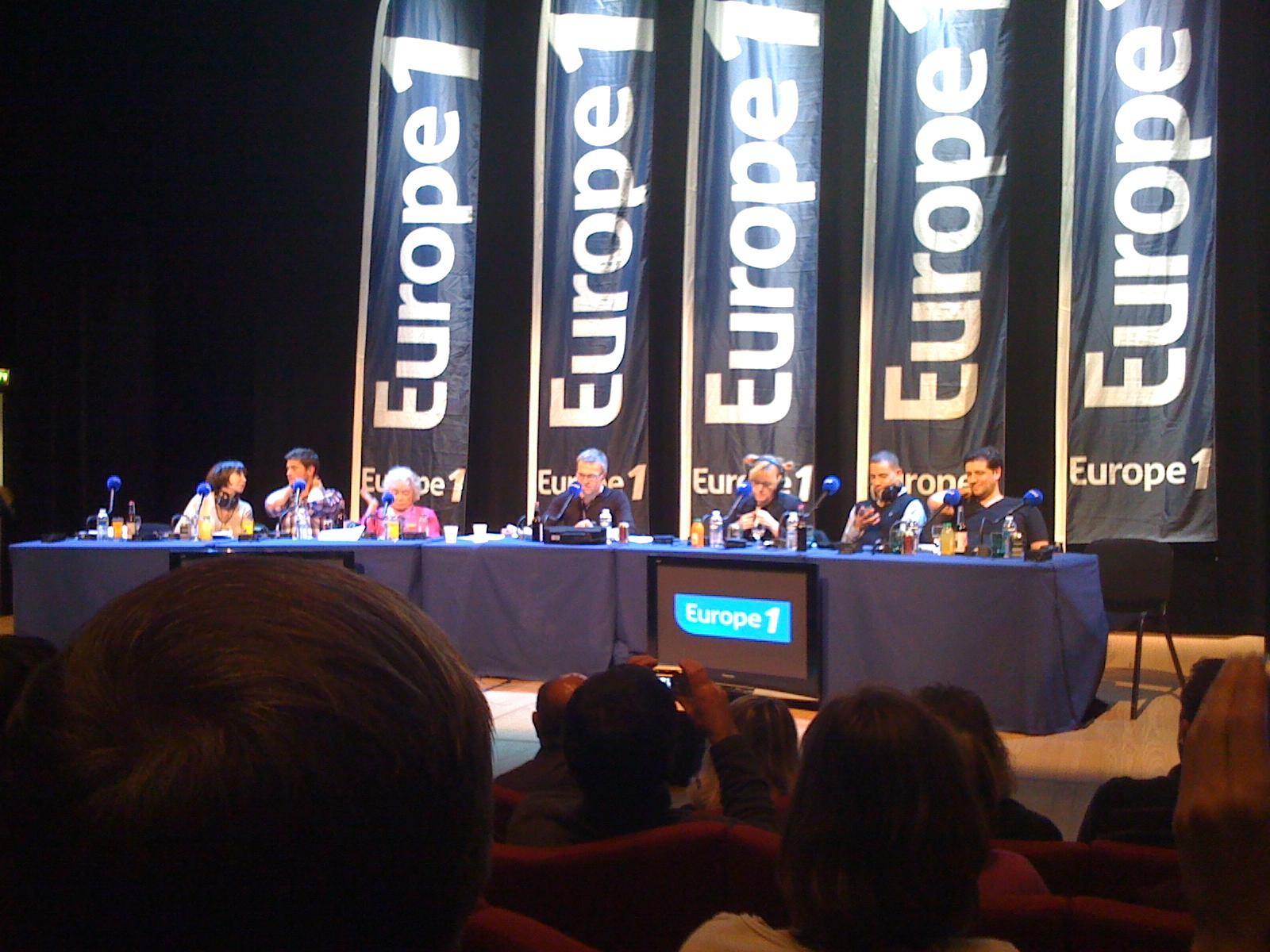
À Rennes, en septembre 2011, pour un enregistrement de On va s'gêner.

À la rentrée 2011, en plus de cette émission quotidienne, Laurent Ruquier tient une chronique humoristique à 7 h 55 s'appelant Presse Papier dans la matinale de la station, en remplacement de Guy Carlier. Ce changement est souhaité par le président de la station, Denis Olivennes. Au début de décembre 2011, l'animateur, fatigué par ce double emploi, arrête Europe 1 Matin.
Il est réengagé pour deux ans à Europe 1.
Au fil des saisons le succès d'On va s'gêner croît et atteint une audience de 1,8 million d'auditeurs en avril 2014, talonnant alors RTL sur ce créneau horaire, mais avec un public bien plus jeune. Par ailleurs, l'émission est la plus écoutée de France en podcast.

#### RTL (depuis 2014)
Le 20 mars 2014, sur l'antenne de RTL, à la fin du journal de 8 h, Christopher Baldelli président du directoire de RTL, annonce l'arrivée de Laurent Ruquier aux commandes des Grosses Têtes. Il succède au créateur et animateur emblématique de l'émission depuis trente-sept ans, Philippe Bouvard. Évincé, ce dernier multiplie les déclarations acides et hostiles à l'égard de son successeur.
La première des Grosses Têtes version Ruquier a lieu le 25 août 2014, toujours de 16 h à 18 h. La composition des chroniqueurs est établie en confrontant nombre de membres historiques de la Bande à Ruquier à quelques rescapés de l'époque Bouvard : Jean-Jacques Peroni, Bernard Mabille, Chantal Ladesou, Jacques Mailhot et Laurent Baffie. De plus, de nouveaux chroniqueurs complètent l'équipe parmi lesquels Thierry Ardisson, Franz-Olivier Giesbert, Marcela Iacub, Michel Drucker, et quelques mois plus tard Karine Le Marchand. C'est un succès : la radio gagne un point d'audience (par rapport à l'année précédente) avec près de 12,2 % d'audience cumulée. A contrario, les audiences d'Europe 1 s'effritent, à la suite du remplacement de Laurent Ruquier par Cyril Hanouna. L'émission est également diffusée sur Bel RTL.
Ce succès se confirme saisons après saisons, faisant de RTL le leader incontesté des audiences tous les après-midis. Dans les faits, les Grosses Têtes est l'émission la plus écoutée de France, toutes radios confondues, et toutes « cases horaires » confondues. Elle l'est également en écoute différée, ou podcast, avec plus de 20 millions d'écoutes en janvier 2022.
Le 10 octobre 2018 l'émission est pour la première fois de son histoire diffusée de 9 h à 9 h 30 en lieu et place de Laissez vous tenter dans RTL Matin. Pour l'occasion Yves Calvi figure parmi les sociétaires.
En janvier 2020, l'émission gagne une demi-heure d'antenne, et est désormais diffusée de 15 h 30 à 18 h.
Par ailleurs, comme lors de ses années France Inter et Europe 1, Laurent Ruquier emmène de temps à autre ses équipes à travers la France lors d'émissions exceptionnelles, le plus souvent dans de grandes salles de spectacle. Depuis 2014, les Grosses Têtes se sont ainsi notamment tenues à Toulouse, Lyon, Strasbourg, au Mans, à Troyes et également à Bruxelles. En novembre 2021, l'émission retourne à Bruxelles pour être enregistrée au Cirque Royal devant plus de 1 800 personnes. Fin juin 2021 et 2022, l'émission a lieu au Théâtre Jean-Deschamps, en marge du festival de Carcassonne, devant 3 000 personnes.
En avril 2023, son contrat d'animation des Grosses Têtes est prolongé jusqu'en 2027.

### Télévision

#### Émissions sur France 2, TF1 et Canal+ (1994 à 2000)
Ses premières expériences comme animateur télé ne convainquent pas les téléspectateurs. Ni l'adaptation télévisuelle de Rien à cirer en 1994 sur France 2, ni Les Niouzes en 1995 sur TF1 ne durent plus de 5 jours.
Il admet dans son émission On va s'gêner du 27 octobre 2012 que l'arrêt des Niouzes lui a rapporté le paiement de l'intégralité du contrat d'un an qu'il avait avec TF1.
En 1999, il revient à la télévision avec l'émission Tout le monde en parle, produite et coanimée avec Thierry Ardisson. Cette fois, le public est séduit, mais Laurent Ruquier change de chaîne la saison suivante pour Canal+. Il coanime Un an de plus avec Marc-Olivier Fogiel.

#### Émissions régulières sur France 2 (2000-2023)
En septembre 2000, Thierry Ardisson et Catherine Barma lui proposent d'animer On a tout essayé sur France 2 en deuxième partie de soirée, un mardi sur deux. Devant le succès de l'émission (régulièrement leader devant Ciel mon mardi, France 2 lui propose, en septembre 2001, de passer en quotidienne entre 19 h et 20 h. Il est entouré de ses amis chroniqueurs d'Europe 1, on y retrouve notamment Philippe Geluck, Péri Cochin, Isabelle Alonso, Caroline Diament, Christophe Alévêque, Elsa Fayer, Annie Lemoine, Steevy Boulay, Pierre Bénichou, Florence Foresti. En 2001, l'émission reçoit un 7 d'or dans la catégorie « Meilleure émission d'humour ».
En 2006, On a tout essayé est doté d'un nouveau décor à la tonalité plus intimiste et aux couleurs moins criardes que le précédent. De nouveaux chroniqueurs font leur apparition : Jérémy Michalak, Mustapha El Atrassi, Virginie de Clausade, Roger Zabel et Mamane.
Le succès de l'émission se confirme saison après saison, avec régulièrement plus de 3,5 millions de téléspectateurs, l'émission est alors également programmée quelques fois par an en prime time durant lesquels nombre d'émissions concurrentes sont parodiés.
Le 16 septembre 2006, Laurent Ruquier reprend le créneau du samedi soir en seconde partie de soirée, en remplacement de l'émission Tout le monde en parle de Thierry Ardisson, avec un talk-show intitulé On n'est pas couché, toujours produit par Catherine Barma et réalisé par Serge Khalfon. Jonathan Lambert et Jean-Luc Lemoine s'occupent de la partie humour avec le médiateur et le copain d'enfance.
Préférant rester sur France Télévisions qui impose une clause d'exclusivité, Laurent Ruquier quitte en 2006 la présentation du magazine qu'il animait sur Paris Première, Ça balance à Paris, laissant sa place à Pierre Lescure.
Samedi 21 octobre 2006, Christine Bravo récupère « sa » case du samedi en access prime-time, pour une version de On a tout essayé sans Laurent Ruquier trop occupé par l'ensemble de ses activités : On a tout essayé… même sans le patron !. Durant la semaine du 18 au 22 décembre 2006, Philippe Geluck remplace Laurent Ruquier, celui-ci étant absent pour raisons personnelles.
De septembre 2007 à juillet 2008, il présente une nouvelle émission quotidienne sur France 2, dans la même case mais cette fois diffusée en direct : On n'a pas tout dit.
À partir de février 2010, Laurent Ruquier présente mensuellement une adaptation télévisuelle de son émission sur Europe 1, On va s'gêner, diffusée sur France 4. En novembre 2010, France 4 arrête l'émission en raison de la volonté de France Télévisions d'empêcher les animateurs de travailler sur plusieurs chaînes du groupe. La dernière émission sera diffusée le 1er décembre 2010.
À partir du 6 septembre 2010, il présente On n'demande qu'à en rire, du lundi au vendredi de 17 h 55 à 18 h 50 sur France 2, l'émission est enregistrée chaque lundi et mardi au Moulin Rouge à Paris. Elle a été comparée au Petit Théâtre de Bouvard, car elle permet également à des artistes inconnus de se faire très rapidement un « nom ». La 100e de l'émission a été diffusée le 16 février 2011. Durant tout l'été 2011, l'émission est diffusée hebdomadairement tous les samedis de 19 h à 20 h. En avril 2012, il annonce sa volonté de ne plus animer cette émission la saison suivante, par manque de temps : elle est animée par Jérémy Michalak à partir de septembre 2012.
À partir de janvier 2014, il anime L'Émission pour tous du lundi au vendredi, de 18 h 30 à 20 h sur France 2. Le 15 mars 2014, à la suite de basses audiences et de critiques relativement mauvaises, France 2 annonce l'arrêt de l'émission, en accord avec Laurent Ruquier.
À partir de juin 2015, et près de vingt ans après leurs dernières spéciales pour TF1, Les Grosses Têtes renouent avec une déclinaison télévisée mêlant questions culturelles et séquences divertissantes, en prime time, occasionnellement le samedi soir ; mais cette fois sur France 2. Pour cet exercice, Laurent Ruquier convie ses pensionnaires de l'émission d'RTL (une douzaine à chaque émission, soit deux fois plus que pour la radio). Ce retour télévisé des Grosses Têtes ne rassemble pas autant d'audience que par le passé.
À partir de septembre 2017, il reprend l'émission culte Les Enfants de la télé tous les dimanches à 14 h 20 sur France 2. L'émission fait ainsi son retour sur le service public après deux décennies de succès sur TF1. Forte d'audiences satisfaisantes en première saison, elle remplace ainsi 19h le dimanche de Laurent Delahousse en concurrence frontal avec Sept à Huit (TF1), 66 minutes (M6), CFC (Canal+) et C politique (France 5). Désormais, elle est découpée en deux parties : la première diffusée entre 18 h 10 et 19 h et Les Enfants de la télé la suite entre 19 h 15 et 19 h 45. L'audience de l'émission ne cesse alors de s'accroitre au fil des saisons, pour dépasser les trois millions de téléspectateurs pour la première fois en décembre 2021, avec plus de 14,6 % de part de marché, performance régulièrement reproduite depuis, permettant à France 2 de largement dominer France 3, France 5, Canal Plus et M6 et de talonner TF1. De plus, Les Enfants de la Télé bénéficient d'une programmation en prime time plusieurs fois chaque année ; avec des déclinaisons thématiques. Il s'agit par exemple d'une spéciale années 1980, des « 50 ans de direct », ou encore « 50 ans de jeu Télé ».
Du 26 septembre 2020 au 4 juin 2022, Laurent Ruquier lance un nouveau rendez-vous le samedi en deuxième partie de soirée intitulé On est en direct en remplacement de son émission phare On n'est pas couché. Pour la deuxième saison et pour l'année électorale à venir, il retrouve Léa Salamé qui le rejoint à la coprésentation de l'émission.
Un an plus tard, il arrête l'émission, se déclarant « frustré » par l'exercice.[réf. nécessaire]
Le 12 juillet 2023, il confirme son départ de France 2, déjà annoncé par le Parisien une semaine plus tôt, sur son compte Instagram justifiant sa décision par la perte de confiance de la direction de la chaîne à son égard et la réduction de son nombre d'émissions d'année en année en prenant pour exemple le non renouvellement des prime times des Grosses Têtes et des Enfants de la télé.

#### Autres émissions (sur France Télévisions et Paris Première)
Pour France 3, il commente en direct le Concours Eurovision de la chanson avec Isabelle Mergault en 2003, puis avec Elsa Fayer en 2004. En 2005, il coanime, sur la même chaîne, avec Elsa Fayer, l'émission de la présélection française pour l'Eurovision intitulée Un candidat pour l'Eurovision 2005 mais le duo ne commente pas le concours final.
Le 6 juin 2006, Laurent Ruquier présente une soirée de variétés, 36 en chansons, en première partie de soirée sur France 3. Cette émission fut suivie par 1967, La révolution sexuelle en chansons présenté par Michèle Bernier, le 13 février 2007 et Les présidentielles en chansons présenté par Christophe Hondelatte, le 26 mars 2007.
Le 27 décembre 2008, il présente en première partie de soirée sur France 2 Stars et comédie, une émission dans laquelle huit personnalités montent sur la scène du Palace pour leur premier spectacle. Dès 2008, il présente aussi Tous au théâtre.
Le 26 septembre 2009, il présente Vos chanteurs préférés en première partie de soirée sur France 2 avec Michaël Gregorio qui imite les chanteurs préférés de personnalités, parfois en duos avec eux.
Le 8 février 2013, il présente les Victoires de la musique 2013 en direct avec Virginie Guilhaume.
En avril 2013, il participe à Toute la télé chante pour le Sidaction sur France 2, où il fait un duo avec la chanteuse Cœur de pirate.
Dès septembre 2016, il ressuscite la célèbre émission Mardi Cinéma de Pierre Tchernia. Diffusée pour sa première le mardi 26 septembre à 20 h 50, l'émission réalise de très basses audiences. Alors qu'elle était programmée pour une diffusion mensuelle, elle devient alors événementielle et occupe la case de deuxième partie de soirée, suivant la diffusion du film du dimanche soir, ce qui lui permet réaliser de biens meilleurs scores. L'émission n'est pas reconduite à la rentrée 2018.
Le 19 février 2019, il présente Le Grand Oral en prime time. Ce concours télévisé d'éloquence ne rassemble pas les téléspectateurs. Il se place quatrième en termes d'audience face à la concurrence,, mais revient l'année suivante pour une nouvelle édition. En 2021, son emploi du temps ne lui permettant pas de continuer, il laisse la présentation de l'émission à Leïla Kaddour, mais intègre le jury devant lequel les candidats se présentent en compagnie de Michèle Bernier, Erik Orsenna et Jean-Pascal Zadi.
Le 6 novembre 2020, il écrit puis prête sa voix au documentaire Marie Laforêt, chanteuse malgré elle, diffusé en deuxième partie de soirée sur France 3. Ce documentaire retrace le parcours de la chanteuse et comédienne, dont Laurent Ruquier était très proche, disparue un an auparavant.
En octobre 2022, il retrouve Paris Première pour y animer chaque mercredi en seconde partie de soirée une émission culturelle intitulée Club Première. Dans cette dernière, tournée dans le restaurant parisien Poinçon ; il reçoit écrivains, cinéastes, acteurs, humoristes et chanteurs. Depuis la mi-mars 2023, l'émission est rediffusée tous les samedis à 19 h 30, mais cette fois en clair.
Le 15 novembre 2022, il présente le premier et unique numéro de Hier aujourd'hui demain ; diffusé en prime time sur France 2 et produit par Thierry Ardisson.

#### Émission d'information sur BFM TV
De fin septembre 2023 à fin décembre 2023, il anime sur BFM TV une heure du lundi au jeudi de 20 h à 21 h Le 20 h de Ruquier, en compagnie de Julie Hammett. Il quitte la chaîne au bout de seulement trois mois en raison d'audiences trop faibles.

#### Retour sur TF1
En mai 2023, Laurent Ruquier participe à une émission de la saison 5 de Mask Singer sur TF1. Après une prestation, déguisé en homard, il remplace Michèle Bernier exceptionnellement absente, en tant que membre du jury. Il anime l'enquête continue de Mask Singer sur TF1. À la suite de cette participation il rejoint le groupe TF1 et devient juré dans les saison 6 et 7 de Mask Singer et anime la deuxième partie du programme intitulée Mask Singer, l'enquête continue[réf. nécessaire].
En octobre 2024, il présente en première première partie de soirée sur TF1 trois numéros du jeu Le Maître du Jeu.

#### Arrivée sur T18
Le 5 avril 2025, la chaîne télévisée T18 annonce que Laurent Ruquier va intégrer cette nouvelle chaîne de la TNT, qui commencera à émettre à partir de juin 2025. Laurent Ruquier anime une émission culturelle hebdomadaire.

### Synthèse des émissions télévisées

#### Animateur
- 1990 - 1991 : Ainsi font, font, font (Antenne 2) : chroniqueur, chansonnier
- 1992 - 1994 : Rien à cirer (FR3 puis France 2) : animateur
- 1995 : Les Niouzes (TF1) : animateur
- 1999 :
  - Tout le monde en parle (France 2) : coanimateur avec Thierry Ardisson
  - Le Grand Tralala (France 2) : coanimateur avec Thierry Ardisson
- 1999 – 2000 : Un an de plus (Canal +) : animateur
- 2000 – 2007 : On a tout essayé (France 2) : animateur
- 2001 : La 15e Nuit des 7 d'or (France 2) : maître de cérémonie
- 2002 – 2005 :
  - La Nuit des Molières (France 2) : maître de cérémonie
  - Juste pour rire (France 2) : animateur
- 2003 :
  - Concours Eurovision de la chanson 2003 (France 3) : commentateur avec Isabelle Mergault
  - Drôles de dames (France 3) : animateur
- 2004 :
  - Concours Eurovision de la chanson 2004 (France 3) : commentateur avec Elsa Fayer
  - Ruquier allume la télé (France 2) : présentateur
- 2005 : Un candidat pour l'Eurovision 2005 (émission de la sélection française pour le Concours Eurovision de la chanson 2005 sur France 3) :  coanimateur avec Elsa Fayer
- 2005 – 2006 :
  - Ça balance à Paris (Paris Première) : animateur
  - Vos imitations préférées (France 2) : présentateur
- 2006 – 2020 : On n'est pas couché : présentateur
- 2006 : 36 en chansons (France 3) : animateur
- 2007 – 2008 : On n'a pas tout dit (France 2) : animateur
- 2008 :
  - Stars et comédie (France 2) : animateur
  - Tous au théâtre (France 2) : présentateur
- 2009 :
  - Ruquier / Gregorio – Merci d'être venu ! (France 2) : coanimateur avec Michaël Gregorio
  - Vos chanteurs préférés (France 2) : animateur
  - On va s'gêner, les 10 ans (France 4) : animateur
- 2009 – 2011 : On a tout révisé (France 2) : animateur
- 2010 :
  - Festival du rire de Montreux (France 3) : maître de cérémonie
  - On va s'gêner (France 4) : animateur
- 2010 – 2012 : On n'demande qu'à en rire (France 2) : présentateur
- 2013 :
  - Les Victoires de la musique (France 2) : maître de cérémonie avec Virginie Guilhaume
  - On n'demande qu'à en rire, le prime (France 2) : juré
  - C à vous (France 5) : animateur remplaçant
- 2014 :
  - L'Émission pour tous (France 2) : animateur
  - Depuis 2014 : Les Grosses Têtes (Paris Première) : animateur
- 2015 – 2023 :   : Les Grosses Têtes (France 2) : animateur
- 2015 : On a tous en nous quelque chose de Jacques Martin (France 2) : présentateur
- 2016 – 2018 : Mardi Cinéma (France 2) : présentateur
- 2017 : On a tous en nous quelque chose de Jean Yanne (France 2) : présentateur
- 2017  – 2023  : Les Enfants de la télé (France 2) : animateur
- 2019 et 2020 : Le Grand Oral (France 2) : présentateur
- 2020 : Les Victoires de la musique (France 2) : maître de cérémonie
- 2020 – 2022 : On est en direct (France 2) : coprésentateur avec Léa Salamé
- 2022 :
  - La grande saga du Tour de France (France 2) : coprésentateur avec Leïla Kaddour
  - La grande saga de France Télévisions (France 2) : coprésentateur avec Leïla Kaddour
  - Hier, aujourd'hui, demain (France 2) : présentateur
- 2022 - 2023 : Club première (Paris Première) : présentateur
- 2023 : 
  - Mask Singer - saison 5 (TF1) : enquêteur invité
  - Le 20 h de Ruquier sur BFM TV : présentateur avec Julie Hammet
- 2024 : 
  - depuis 2024 : Mask Singer - saisons 6 et 7 (TF1) : enquêteur
  - depuis 2024 : Mask Singer, l'enquête continue (TF1) : animateur
  - 2024 : Les Traîtres (M6) : candidat
  - 2024 : Le Maître du Jeu (TF1) : animateur
- 2025 : 
  - 2025 : T18, c’est maintenant (T18) : animateur
  - depuis 2025 : C'est Ruquier  (T18) : animateur

#### Producteur et coproducteur d'émissions télévisées
- 2006-2020 : On n'est pas couché (France 2)
- 2010-2014 : On n'demande qu'à en rire (France 2)

### Web
Il devient actionnaire en 2015 de la start up Tipeee en investissant 80 000 € conjointement avec Xavier Niel.

## Activités artistiques

### Seul-en-scènes et auteur de théâtre
De 1997 à 2000, il monte sur les planches avec deux spectacles réalisés par l'"Inconnu" Pascal Légitimus et produits par Juste pour rire : Enfin gentil (1997) et Encore gentil (1998).
Laurent Ruquier est principalement auteur de pièces de théâtre ; il occupe également parfois les fonctions d'adaptateur, concepteur, librettiste ou voix off :
- 2000 : Gentil pour la dernière fois
- 2002 : La presse est unanime de Laurent Ruquier, mise en scène Agnès Boury, avec Isabelle Mergault (puis Marie Laforêt), Gérard Miller (puis Jean-François Dérec), Steevy Boulay, Raphaël Mezrahi (puis Julien Cafaro), Claude Sarraute (puis Annie Lemoine) et Isabelle Alonso.
- 2004 :
  - Grosse Chaleur (septembre 2004 à juin 2005) de Laurent Ruquier, mise en scène Patrice Leconte, avec Pierre Bénichou (puis Gérard Hernandez), Jean Benguigui, Brigitte Fossey (puis Danièle Évenou), Catherine Arditi, Annick Alane et Benoît Petitjean.
  - Adaptation française de la comédie musicale Chicago avec, entre autres, Stéphane Rousseau (puis Anthony Kavanagh) dans le rôle de l'avocat Billy Flynn.
- 2005-2006 :
  - Si c'était à refaire (septembre 2005 à avril 2006) de Laurent Ruquier, mise en scène Jean-Luc Moreau, Théâtre des Variétés, avec Isabelle Mergault, Pierre Palmade, Claire Nadeau et Laurence Badie.
  - Landru (décembre 2005 à avril 2006) de Laurent Ruquier, mise en scène Jean-Luc Tardieu au Théâtre Marigny, avec Régis Laspalès[73].
- 2006 : reprise de la pièce Si c'était à refaire à partir de septembre, Théâtre de la Renaissance, avec Virginie Lemoine, Francis Perrin et Bernadette Lafont.
- 2008 :
  - Open Bed, de David Serrano, mise en scène Charlotte de Turckheim, adaptation de Laurent Ruquier, avec Titoff, Élisa Tovati, Théâtre des Bouffes-Parisiens, en février 2008.
  - Je m'voyais déjà, (octobre 2008 à janvier 2009) mise en scène d'Alain Sachs, livret de Laurent Ruquier, avec Diane Tell, Jonatan Cerrada, Arno Diem et Pablo Villafranca au théâtre du Gymnase à Paris. Comédie musicale juke-box basée sur les chansons de Charles Aznavour. En 2010 et 2011, Judith Bérard et Frédérick De Grandpré sont les têtes d'affiche de la version québécoise[74],[75],[76].
- 2009 : Michaël Gregorio pirate les chanteurs de Laurent Ruquier, mise en scène Arnaud Lemort.
- 2011 : Parce que je la vole bien ! de Laurent Ruquier, mise en scène Jean-Luc Moreau, avec Ariel Wizman remplacé ensuite par Arnaud Gidoin, mais aussi Armelle et Catherine Arditi, à partir de février, au Théâtre Saint-Georges[77].
- 2013 : Un couple magique, mise en scène Patrice Leconte, en juin, au Théâtre Tête d'or avec Danièle Évenou, Julien Boisselier et Virginie Hocq.
- 2014 :
  - Je préfère qu'on reste amis de Laurent Ruquier, mise en scène Marie-Pascale Osterrieth, avec Michèle Bernier et Frédéric Diefenthal, au Théâtre Antoine-Simone-Berriau.
  - On n'arrête pas la connerie, d'après Jean Yanne, mise en scène Jean-François Vinciguerra, voix off Laurent Ruquier, avec Éric Laugérias, Jean-François Vinciguerra, Johan Farjot.
- 2016 : À droite à gauche de Laurent Ruquier, mise en scène Steve Suissa, avec Régis Laspalès et Francis Huster (puis Jean-François Balmer), au théâtre des Variétés[78].
- 2018 :
  - Pourvu qu'il soit heureux de Laurent Ruquier, mise en scène Steve Suissa, avec Francis Huster et Fanny Cottencon et Louis Le Barazer, au théâtre Antoine[79].
  - Les Parisiennes mise en scène Stéphane Jarny, conception Laurent Ruquier avec Arielle Dombasle, Mareva Galanter, Inna Modja, Helena Noguerra[80].
- 2019 : Le plus beau dans tout ça de Laurent Ruquier, mise en scène Steve Suissa, avec Régis Laspalès, Pauline Lefèvre et Agustín Galiana, au théâtre des Variétés[81].
- 2022 :
  - Un couple magique de Laurent Ruquier, mise en scène de Jean-Luc Moreau, avec Stéphane Plaza, Valérie Mairesse et Jean-Philippe Janssens, au Théâtre des Bouffes-Parisiens[82].
  - Je préfère qu'on reste ensemble de Laurent Ruquier, mise en scène de Marie-Pascale Osterrieth, avec Michèle Bernier et Olivier Sitruk, au théâtre des Variétés
- 2024 : La Joconde parle enfin au théâtre de l'Œuvre à Paris, mis en scène par Rodolphe Sand, avec la comédienne Karina Marimon[83].

### Direction de théâtre
Le 28 juillet 2011, Laurent Ruquier acquiert 50 % des parts de la société de gestion du Théâtre Antoine-Simone-Berriau situé dans le 10e arrondissement de Paris. Il en devient le directeur général aux côtés de Jean-Marc Dumontet, président directeur général et coactionnaire à 50 %,.
Pour son premier choix, l'animateur fait appel à Line Renaud. Elle accepte de jouer l'un des rôles-titres de la pièce Harold et Maude à partir de février 2012.
En août 2018, il renonce à la direction de ce théâtre, par manque de temps. Il revend alors les parts qu'il possède à Jean-Marc Dumontet, jusque-là copropriétaire du Théâtre Antoine.

### Production de spectacles
En 2005, Laurent Ruquier se lance dans la production de spectacles. Il est président de Ruq Productions et de Ruq. Spectacles. Il convainc Marie Laforêt de remonter sur scène, après plus de trente ans d'absence. Elle se produit d'abord à Montréal, puis à Paris (à guichets fermés) en attendant une tournée en province.
Laurent Ruquier a également produit les retours sur scène de Véronique Rivière et Pauline Ester en 2006.
Depuis 2006, il produit le chanteur-imitateur Michaël Gregorio.
Depuis 2010, il produit l'humoriste Gaspard Proust.
Depuis 2014, il produit l'humoriste Vincent Dedienne.

### Musique
Diane Tell sort l'album Une en 2013. Écrit par la chanteuse et Laurent Ruquier, le titre Boule de moi est gravé sur le disque.

### Filmographie

#### Cinéma et télévision
En 2014, il fait une apparition dans le film Fastlife de Thomas Ngijol. Il interprète son propre rôle dans un caméo.
En 2018, il apparaît dans l'épisode 1 de la série Vol 69. Cet épisode intitulé Paris - Marseille est écrit et réalisé par Karine De Falchi.
En 2024, il apparaît dans son propre rôle dans le téléfilm Panique au 31 de Gaël Leforestier.

#### Clips musicaux
Il participe au single inédit Kiss and Love au profit du Sidaction en 2014,.
Le 19 décembre 2018, plus de 70 célébrités se mobilisent à l'appel de l'association Urgence Homophobie. Ruquier est l'une d'elles et apparaît, notamment aux côtés de Christiane Taubira dans le clip de la chanson De l'amour,,.

#### Documentaire
On n'demande qu'à le connaître, réalisé par Gérard Miller (diffusion le 27 décembre 2012 sur France 2 en deuxième partie de soirée).

## Orientation politique
Il a déjà déclaré plusieurs fois être de « gauche » et « socialiste », notamment par « tradition familiale ». Il a ainsi soutenu Ségolène Royal lors de la primaire socialiste pour l'élection présidentielle française de 2007. En 2012, il vote pour Jean-Luc Mélenchon au premier tour et pour François Hollande au second tour de l'élection présidentielle, tout en se disant déçu par ses deux premières années au pouvoir,.
Sur le plateau de l'émission On n'est pas couché diffusée le 1er avril 2017, Laurent Ruquier réitère son opposition au Front national à l'occasion d'un vif échange avec Florian Philippot. Lors de l'élection présidentielle de 2017, il annonce qu'il a voté pour Jean-Luc Mélenchon au premier tour, et pour Emmanuel Macron au second.

## Controverses
En février 2017, sur le plateau de son émission On n'est pas couché, Laurent Ruquier ironise sur le président américain Donald Trump, déclarant en riant que « c'est quand même le seul Donald dont on aimerait qu'il soit abattu pour cause de grippe aviaire », ajoutant que « s'il continue comme ça, la CIA ne devrait pas tarder à lui organiser une petite balade en décapotable à Dallas », faisant ainsi directement référence à l'assassinat de John F. Kennedy en 1963 à Dallas. Cette déclaration suscite des remous sur les réseaux sociaux.
Au printemps 2021, à l'occasion de la sortie de son recueil de plaisanteries et de bons mots, Finement con, qui est un jeu de mots autour du terme « confinement », Laurent Ruquier se montre très critique envers le ministre de la santé Olivier Véran et envers les mesures sanitaires prises par le gouvernement, pour lutter contre la pandémie de Covid-19 ainsi qu'à l'égard des journalistes et humoristes qui, selon Laurent Ruquier, n'oseraient pas les critiquer,,.
Le 8 janvier 2022, il déclare dans l'émission On est en direct : « C'est pas en attirant l'attention sur les non-vaccinés qu'on va me faire oublier ceux que moi j'ai vraiment envie d'emmerder : c'est tous les médecins qui au lieu d'être dans les hôpitaux sont sur les plateaux depuis deux ans à nous raconter conneries sur conneries ». L'humoriste Sophia Aram lui retourne le compliment sur France Inter, en détaillant comment Laurent Ruquier débite « conneries sur conneries avec l'obstination d'un enfant de 4 ans ».
Lors de son émission nocturne sur France 2 le 5 février 2022 il a, comme Léa Salamé et ses deux invités, Gérard Darmon et Frédéric Beigbeder, un échange très virulent avec le journaliste d’investigation Edwy Plenel, à qui tous les quatre reprochent de mettre en cause le rôle des milliardaires dans la propriété des médias, thème auquel Mediapart a consacré un film qu'Edwy Plenel était venu présenter, Media Crash, et de l'autre de ne pas vouloir commenter les décisions de justice concernant Patrick Balkany alors que Mediapart avait publié des informations à son sujet. La séquence est très commentée sur les réseaux sociaux.
En 2022, il est condamné à rembourser un trop-perçu d'un million et demi d'euros à Catherine Barma, correspondant aux best of de ONPC.

## Vie privée
Déclarant ouvertement son homosexualité, Laurent Ruquier fait son coming out en 1997, au cours d'un sketch de son one-man-show Enfin gentil. Il déclare par la suite que ce coming out sur scène, s'il a été pour lui un vrai défi à l'époque, a contribué à le « libérer » vis-à-vis de lui-même comme de sa famille : « C'était gonflé de le faire sur scène. Mais je l'aurais fait de toute façon. Ça m'a libéré, transformé. Il faut être le plus possible en accord avec ce que l'on ressent […] Cela ne m'a valu aucun grief. Les gens qui vous aiment continuent de vous aimer ; c'est la même chose avec ceux qui vous détestent. Le plus important, c'est de se sentir bien avec soi-même »,.
Il s'est pacsé le 28 janvier 2012 avec le comédien et cavalier Benoît Petitjean, dont il partage la vie à partir de 2002. En mars 2021, Laurent Ruquier annonce que le couple est séparé depuis trois ans.
Avant cette relation, Laurent Ruquier a été en couple avec le programmateur de télévision Jacques Sanchez pendant dix ans.
Il est le parrain de la dernière fille de Gérard Miller.
Il révèle avoir retrouvé l'amour en 2018 et a partagé la vie de l'influenceur franco-grec Hugo Manos, de 25 ans son cadet, ancien candidat de téléréalité, gérant d'une salle de sport, et un temps, chroniqueur dans l'émission TPMP people de Matthieu Delormeau sur C8, jusqu'à début 2025. Hugo Manos annonce leur rupture en mars 2025.

## Publications
- Rien à cirer, Calmann-Lévy, 1er octobre 1992, 227 p. (ISBN 978-2702121450).
- Le tout bon de Laurent Ruquier : par le dynamiteur en chef de Rien à cirer, éditions Michel Lafon, 1er avril 1995 (ISBN 978-2840981091).
- avec Jean-François Remonté, Rien à cirer, les cinq ans !, éditions Michel Lafon, 1er juin 1996 (ISBN 978-2840981657).
- Le Mois par moi : Le débloque notes I, éditions Michel Lafon, 1997 (ISBN 9782840982531).
- Le Mois par moi : Le débloque notes II, éditions Michel Lafon, 1997 (ISBN 9782840983392).
- Ravi de vous recevoir, éditions Michel Lafon, 10 juin 1998, 287 p. (ISBN 978-2840984115).
- Je ne vais pas me gêner, Plon, 1er mars 2000 (ISBN 978-2266107686).
- Il faut savoir changer de certitudes, Plon, 8 juin 2000, 170 p. (ISBN 978-2266105316).
- Gueules d'€uros (ill. Gérard Éléouët), éditions de l'Archipel, 17 octobre 2001, 63 p. (ISBN 978-2-84187-328-9).
- Vu à la radio, Plon, 27 février 2001, 193 p. (ISBN 978-2259193825).
- Mon best of, Plon, 15 novembre 2001, 309 p. (ISBN 978-2259195911).
- C'est chronique, Le Grand Livre du mois, 360 p. (ISBN 978-2702877807).
- Chroniques insolentes, Le Grand Livre du mois, 511 p. (ISBN 978-2702886090).
- Ne nuit pas à la santé, Plon, 19 mai 2004, 300 p. (ISBN 978-2259197700).
- On va s'gêner ! : Les meilleurs moments de l'émission, Plon, 1er juin 2005, 252 p. (ISBN 978-2259197717).
- avec Claude Sarraute, Avant que t'oublies tout !, Plon, 13 janvier 2011, 205 p. (ISBN 978-2290028162).
- On préfère encore en rire, Le Cherche midi, 11 juillet 2013, 264 p. (ISBN 978-2749120591).
- On va s'gêner ! : Le plus drôle des 15 ans, Le Cherche midi, 28 novembre 2013, 240 p. (ISBN 978-2749135663).
- Radiographie, Le Cherche midi, 19 juin 2014, 200 p. (ISBN 978-2749120607).
- Finement con, Flammarion, 5 mai 2021, 240 p. (ISBN 978-2080256058, présentation en ligne).